# Klafs
Die ACG HoldCo GmbH ist die Konzernobergesellschaft einer Gruppe von Herstellern von Saunaanlagen mit Sitz in Schwäbisch Hall. Die KLAFS GmbH und die Röger GmbH sind Tochterunternehmen.

## Das Unternehmen
Klafs fertigt neben Saunaanlagen auch Dampfbäder, Schneekabinen, Infrarotkabinen, Solarien und Whirlpools. Klafs setzte im Jahr 2010 mit etwa 670 Mitarbeitern 86,5 Millionen Euro um.
Das Unternehmen ist Namenssponsor des Klafs Tennis Grand Prix. Im Besitz einer Klafs-Sauna ist unter anderem auch die ehemalige Nummer 1 der Tennis-Weltrangliste Thomas Muster.

## Geschichte

### Anfänge
Das Unternehmen wurde 1928 von Erich Klafs in Stettin gegründet. Er begann dort mit dem Handel von Arzt- und Krankenhausbedarf. Später spezialisierte er sich auf medizinische Bädertechnik. Nach Vertreibung 1948 begann der Firmengründer den Neuaufbau in Schwäbisch Hall. Seit 1952 stellt Klafs Saunen (hier erstmals für medizinische Bäderabteilungen) her. Saunakabinen ließ er von einer Tischlerei fertigen, die er dafür unter Vertrag nahm. 1959 baute er sie in gemieteten Räumen selbst. 1962 erreichte sein Unternehmen erstmals einen Umsatz von 1 Million DM.
1964 wurde das Einzelunternehmen in eine KG umgewandelt. Dieter Wieland, der bei Erich Klafs 1952 als kaufmännischer Lehrling eintrat, und Wolfgang Schneider, der im selben Jahr als technischer Zeichner begann, wurden Kommanditisten. Der Umsatz stieg in diesem Jahr auf knapp 2 Millionen DM.

### Tod des Firmengründers
Am 28. August 1965 starb Erich Klafs überraschend. Dieter Wieland und Wolfgang Schneider übernahmen die Stellung als persönlich haftende Gesellschafter. Das Unternehmen wurde in eine Kommanditgesellschaft mit dem Namen Ing. Erich Klafs VDI med. Technik – Saunabau K.G. umgewandelt. Der Kapitalanteil von Erich Klafs ging auf seine Frau Johanna Klafs als Kommanditistin über.

### Expansion
1966 wurde eine Tochtergesellschaft in Wien gegründet. Mittlerweile existiert in Österreich eine weitere Tochtergesellschaft, die Klafs GmbH mit Sitz in Hopfgarten im Brixental.
1967 erfolgte die Übernahme einer Tischlerei in Kleve, aus der ein Zweigbetrieb zur Belieferung von Kunden in Nordrhein-Westfalen wurde.
1970 siedelte sich das Unternehmen im Industrieviertel von Schwäbisch Hall an. Die Straße wurde später nach Erich Klafs benannt. In Frankreich wurde eine Vertriebsgesellschaft gegründet, die sieben Jahre später wieder mit beträchtlichen Verlusten liquidiert wurde.
Die Expansion erforderte weiteres Kapital. Deshalb wurden 1971 drei neue Gesellschafter aufgenommen. In Soltau wurde ein Zweigbetrieb in gemieteten Räumen aufgebaut, um die Kunden des norddeutschen Raumes zu beliefern.
Im Jahr 1972 wurde in der Schweiz eine Vertriebsgesellschaft gegründet und mit einem zweiten Bauabschnitt eine weitere Werkshalle in Schwäbisch Hall erstellt sowie die Verwaltungsräume erweitert.
1973 wurde das Fertigungsprogramm um Heimsportgeräte und Solarien erweitert. Ein Jahr später beteiligte sich das Unternehmen an der Wettbewerbsfirma Finnjark Sauna- und Blockhaus Jürgen Röhrs KG in Hamburg und einer Fertigungskooperation in deren Werk in Schneverdingen.
1979 wurden weitere Fertigungs- und Lagerhallen im Werk in Schwäbisch Hall mit einer Fläche von 3200 m² in Betrieb genommen. In Buffalo Grove im Staat Illinois in den USA wurde eine Tochtergesellschaft, die Klafs Sunlight Corporation, gegründet. Ende des Jahres übernahm Klafs von Finnjark das Werk in Schneverdingen.
1980 wurde das Unternehmen in eine Besitz- und eine Betriebsgesellschaft, die Klafs KG und Klafs-Saunabau GmbH & Co., aufgespalten. Im selben Jahr wurde der Geschäftsbetrieb durch Gründung der Tochtergesellschaft Klafs AG erweitert, einer Aktiengesellschaft nach Schweizer Recht mit Sitz in Baar. Finnjark ging in Konkurs.

### Erweiterung des Produktprogramms
1980 nahm Klafs Whirlpools in sein Verkaufsprogramm auf.
1985 entwickelte Klafs ein Dampfbad, das von Formatherm-Kunststoff GmbH in Mudau gefertigt wurde, an der sich Klafs mit 30 % beteiligte.
1986 entwickelte Klafs das Sanarium, eine Sauna mit milden Temperaturen und einer angenehmeren Luftfeuchtigkeit, das patentiert wird.

### Sanierung
Die Umsätze gingen von 63 Mio. DM im Jahr 1984 auf 50 Mio. DM zurück. Es wurde ein Verlust von 3,1 Mio. DM ausgewiesen. Die Banken mahnten Sanierungsmaßnahmen an. 1988 wurde dafür die Unternehmensberatung Baumgartner & Partner engagiert. 1987 wurde die Fertigung im Werk in Kleve eingestellt und in Schwäbisch Hall konzentriert. Wolfgang Schneider schied als Geschäftsführer aus. Dafür kam Werner Schlusnus. Er begann eine Vertriebsorganisation mit Außendienstmitarbeitern und Regionalvertretern und -händlern aufzubauen. Die Belegschaft wurde von 302 Arbeitnehmern im Jahr 1985 auf 237 im Jahr 1990 zurückgeführt. Die Sanierungsmaßnahmen zeigten im Betriebsergebnis erste Erfolge, doch die Tochtergesellschaft in den USA war verlustreich und musste geschlossen werden.

### Konkurs
Trotz einer Verbesserung der Betriebsergebnisse wurde im Frühjahr 1991 eine Saisonfinanzierung von 2 Mio. DM benötigt. Dieser Kredit wurde von der örtlichen Bank nicht mehr gewährt und zum Anlass genommen, alle bestehenden Kredite zu kündigen. Kunden wurden von der Bank aufgefordert, Zahlungen nur noch an die Bank zu leisten. Dies führte zur Zahlungsfähigkeit von Klafs, sowohl für Besitzgesellschaft als auch die Betriebsgesellschaft.
Klafs KG und Klafs-Saunabau GmbH & Co. beantragten beim Amtsgericht Schwäbisch Hall am 14. Mai 1991 die Eröffnung des gerichtlichen Vergleichsverfahrens zur Abwendung des Konkurses. Zum vorläufigen Vergleichsverwalter bestellte das Gericht in beiden Verfahren den Stuttgarter Rechtsanwalt Volker Grub zum vorläufigen Vergleichsverwalter. Der Verwalter stellte fest, dass das Unternehmen aufgrund seiner Produkte, seines Bekanntheitsgrades und der Betriebsstrukturen ohne weitere einschneidende Restrukturierungsmaßnahmen fortgeführt werden konnte. Lediglich in der Verwaltung sollten sieben Mitarbeiter gekündigt werden.
Die Durchführung des beantragten gerichtlichen Vergleichs mit einer Mindestquote von 35 % war jedoch nicht möglich. Alle wesentlichen Vermögensgegenstände waren den Banken zur Sicherheit übereignet. Das Fabrikanwesen in Schwäbisch Hall war zu ihren Gunsten mit Grundpfandrechten belastet, die Vorräte zur Sicherheit übereignet und alle Kundenforderungen an sie abgetreten. Die Banken waren nicht bereit, Sicherheiten freizugeben. Die Gesellschafter erklärten, dass sie für eine Kapitalerhöhung oder weitere Gesellschafterdarlehen nicht zur Verfügung stünden, jedoch mit der Eröffnung eines Konkursverfahrens und einer Fortführung des Unternehmens im Konkurs einverstanden seien. Das Amtsgericht Schwäbisch Hall eröffnete am 2. Juli 1991 das Anschlusskonkursverfahren über beide Klafs-Gesellschaften und bestellte Grub auch zum Konkursverwalter.

### Auffanggesellschaft
Der Konkursverwalter entschied in Abstimmung mit den kreditgebenden Banken, den Gesellschaftern und der Geschäftsführung, das Unternehmen nicht im Konkurs, sondern in einer neu zu gründenden Gesellschaft weiterzuführen. Klafs war bereits damals im Saunabereich in Deutschland das bekannteste Unternehmen. Durch die intensive Werbung der vergangenen 20 Jahre war „Klafs“ eine Marke mit einem hohen Bekanntheitsgrad. Der Werbeetat betrug im Schnitt 5 % des Umsatzes der letzten Jahre. Die Fortführung des Unternehmens im Konkursverfahren hätte dem Image der Marke geschadet. Der Konkursverwalter gründete die neue Klafs-Saunabau GmbH & Co. Medizinische Technik mit einem Kapital von 1 Mio. DM, die bereits am 2. Juli 1991, dem Tag der Konkurseröffnung, ihre Arbeit aufnahm. Der Konkursverwalter übertrug auf die neue Gesellschaft das Personal, 280 Arbeitnehmer, die Betriebseinrichtungen, Vorräte und den Auftragsbestand. Dieser sicherte die volle Auslastung bis zum Jahresende 1991.

### Neue Gesellschafter
Für die Übernahme der Auffanggesellschaft sowie den Tochtergesellschaften in Österreich und der Schweiz interessierten sich die Unternehmen G. Lufft Meß- und Regeltechnik GmbH, Stuttgart, und UWE Unterwasser Electric GmbH & Co. KG, Schwäbisch Gmünd, die sich schließlich auf eine gemeinsame, jeweils hälftige Übernahme zum 1. November 1991 mit dem Konkursverwalter einigten.

### Erfolgreiche Fortführung
Sprecher der Geschäftsführung wurde Stefan Schöllhammer von der Firma Lufft. Er machte das Unternehmen erfolgreich zu einem der Weltmarktführer im Saunabereich und führte es 30 Jahre. Seitdem übernahm Klafs verschiedene Unternehmen.
- 2010 übernahm Klafs die SSF Schwimmbad GmbH in Meerbusch.[10]
- 2011 übernahm Klafs den Saunahersteller Röger GmbH, gegründet 1947 mit Sitz in Schwäbisch Hall-Sittenhardt als Tochterunternehmen.[11]
- 2014 übernahm Klafs sämtliche Anteile des Bäderbauers Thermarium Bäder-Bau GmbH mit Sitz in Buch in Tirol und führt diesen Betrieb seither als Tochterfirma.[12]
- 2021 übernahm Klafs den Anbieter von Sauna-, Spa- und Wellnesslösungen FINNJARK mit Sitz in Bispingen.[13]

## Veröffentlichungen
Walter Döring: Klafs. In: Weltmarktführer. Innovationen made in Schwäbisch Hall-Hohenlohe. Mit einem Geleitwort von Peter Altmaier und Nicole Hoffmeister-Kraut, Molino Verlag, Schwäbisch Hall und Sindelfingen 2020, S. 169–186. ISBN 978-3-9820231-5-1.